# Draco iskandari
Espèce
Draco iskandari est une espèce de sauriens de la famille des Agamidae.

## Répartition
Cette espèce est endémique de Sulawesi en Indonésie. Elle se rencontre sur l'île Tagulandang dans les îles Sangihe.

## Description
Les mâles mesurent jusqu'à 73 mm et les femelles jusqu'à 77,5 mm.

## Étymologie
Cette espèce est nommée en l'honneur de Djoko Tjahjono Iskandar.

## Publication originale
- Mcguire, Brown, Mumpuni, Riyanto & Andayani, 2007 : The flying lizards of the Draco lineatus group (Squamata: Iguania: Agamidae): A taxonomic revision with descriptions of two new species. Herpetological Monographs, vol. 21, no 1, p. 180-213 (texte intégral).